# Hałahaniwka (obwód czerkaski)
Hałahaniwka (ukr. Галаганівка) – wieś na Ukrainie, w obwodzie czerkaskim, w rejonie czerkaskim. W 2001 liczyła 926 mieszkańców, wśród których 892 jako ojczysty język wskazało ukraiński, 29 rosyjski, 1 mołdawski, 2 białoruski, a 2 inny. W 2023 liczyła 780 mieszkańców.